# Virginia Minor
Virginia Minor   (comtat de Caroline, 27 de març de 1824 - 14 d'agost de 1894) fou una activista estatunidenca pel sufragi femení. Fou la demandant en el cas Minor v. Happersett, a la Cort Suprema dels Estats Units del 1874, en què Minor intentà sense èxit que la Catorzena Esmena de la Constitució dels Estats Units reconegués a les dones el dret al vot.

## Biografia
Minor, nasqué al comtat de Caroline (Virginia), el 27 de març del 1824.
El 1843, Minor es casà amb el seu cosí, l'advocat Francis Minor, i es traslladaren a St. Louis el 1844. Durant la Guerra Civil americana, Minor fou membre activa de la Societat d'Ajuda Sindical de Dames de St. Louis. El 1867, Minor cofundà l'Associació de Sufragis de Dones de Missouri (més tard, afiliada a l'Associació Americana de Sufragis de Dones) i en fou la primera presidenta.
Minor recolzà l'Associació Nacional del Sufragi de les Dones, la qual cosa provocà la seua renúncia com a presidenta de l'Associació de Missouri./ En una convenció del 1869 a St. Louis, Minor declarà que "la Constitució dels Estats Units m'atorga tots els drets i privilegis als quals tenen dret els altres ciutadans". Aquest any, Francis i Virgínia Minor van redactar i distribuir pamflets en defensa del sufragi femení basat en la Catorzena Esmena recentment aprovada.
El 15 d'octubre del 1872, Virginia Minor intentà registrar-se per a votar a St. Louis. Quan el registrador electoral la rebutjà, Virginia (representada per Francis) presentà una demanda en els tribunals estatals de Missouri. El Tribunal Suprem de Missouri i el Tribunal Suprem dels Estats Units es pronunciaren a favor de l'estat de Missouri. La Cort Suprema expressà per unanimitat "que la Constitució dels Estats Units no confereix el dret de sufragi a ningú", i que la decisió de qui hauria de tenir dret a votar es deixava al poder legislatiu.
Virginia Minor atestà en suport del sufragi femení davant el Senat dels Estats Units el 1889, i fou vicepresidenta honorària de la Convenció interestatal pel sufragi femení el 1892. Va morir a St. Louis el 1894 i està enterrada al cementeri de Bellefontaine.

## Llegat
El desembre del 2013, Minor entrà dins del Saló dels famosos de Missouri. El seu bust de bronze és un dels quaranta-quatre en exhibició permanent al Capitoli de l'estat de Missouri, a Jefferson City.
Minor, fou homenatjada per l'Aliança Nacional d'Història de les Dones, el 2020.